# Cầu Thê Húc

Cầu Thê Húc chụp năm 1884

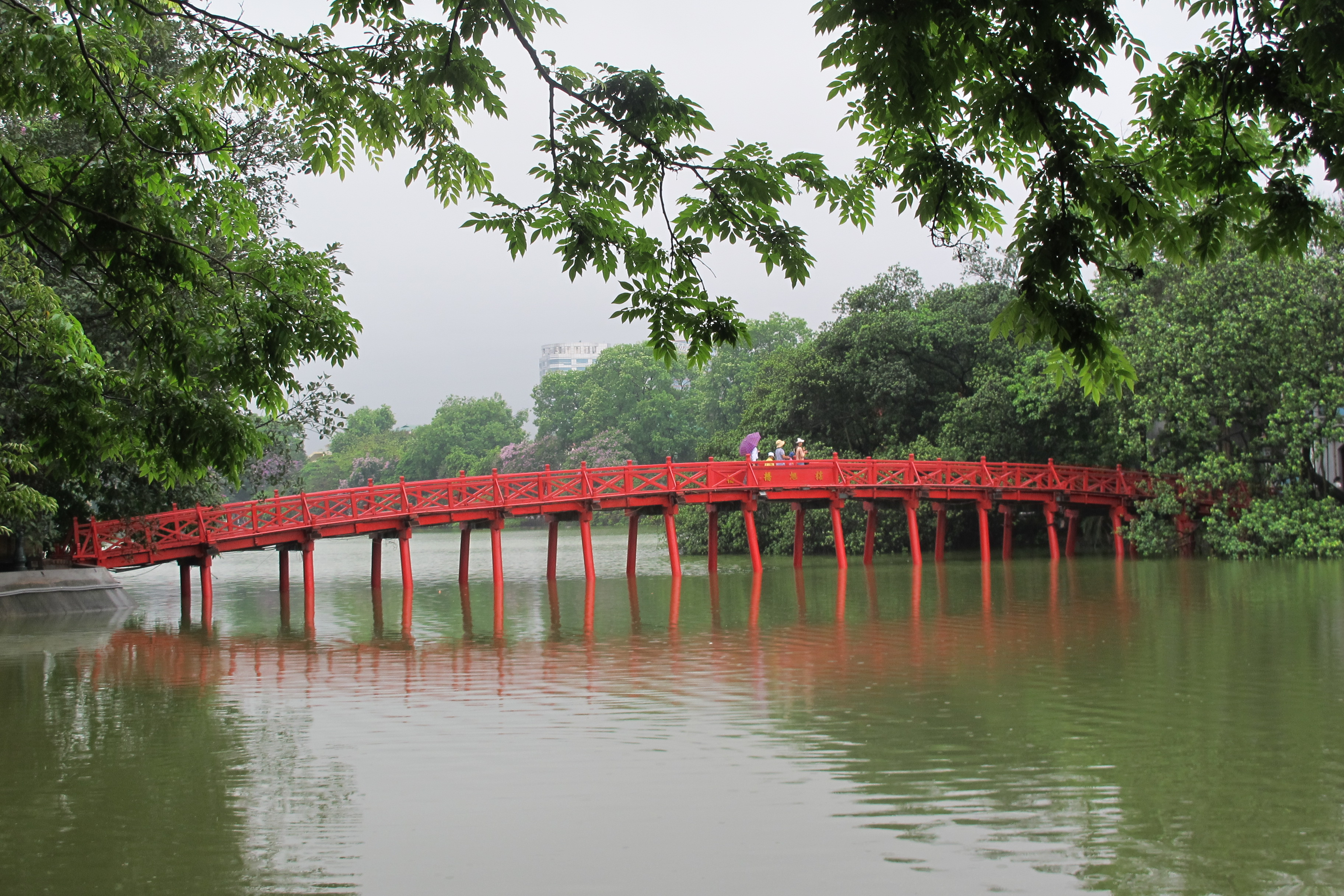
Cầu Thê Húc (năm 2012)

Cầu Thê Húc là cây cầu ở hồ Hoàn Kiếm, Hà Nội, thủ đô của Việt Nam.
Nối từ Hồ Hoàn Kiếm ra hòn đảo nhỏ nơi có đền Ngọc Sơn, cây cầu này màu đỏ son, làm bằng gỗ, có nhiều trụ liên tiếp. Cầu được Thần Siêu Nguyễn Văn Siêu xây dựng vào năm 1865. Tên của cầu có nghĩa là "nơi đậu ánh sáng Mặt Trời buổi sáng sớm" hay "Ngưng tụ hào quang" (棲旭).

## Lịch sử
Năm 1865 dưới triều Tự Đức, Nguyễn Văn Siêu cho xây cầu nối bờ với đền Ngọc Sơn và đặt tên nó là Thê Húc (nghĩa là "giọt ánh sáng đậu lại" hay "Ngưng tụ hào quang"). Cầu gồm 15 nhịp, có 32 chân cột gỗ tròn xếp thành 16 đôi, mặt cầu lát ván, thành sơn màu đỏ sẫm, chữ Thê Húc được thếp vàng. Cầu đã trải qua hai lần tái thiết kể từ khi hoàn tất. Lần thứ nhất  là vào năm 1865 triều Thành Thái. Lần thứ nhì là vào năm 1952 dưới thời thị trưởng Thẩm Hoàng Tín (nhiệm kỳ 2/1950-8/1952) sau khi một nhịp cầu gãy vào đêm Giao thừa năm Nhâm Thìn 1952 vì khách đi lễ đền Ngọc Sơn quá đông. Dưới sự giám sát của kiến trúc sư Nguyễn Bá Lăng cầu được xây lại thay vì bằng gỗ thì móng cầu được đúc lại bằng xi măng năm 1953 dưới thời thị trưởng Đỗ Quang Giai (nhiệm kỳ 8/1952-10/1954).

## Kết cấu
Cầu Thê Húc xưa kia được làm bằng gỗ rất thô sơ và sơn màu đỏ. Năm 1952 thị trưởng Hà Nội lúc đó là Thẩm Hoàng Tín đã cho phá bỏ cầu cũ, xây cầu mới sau vụ cầu sập, sử dụng thiết kế của kiến trúc sư Nguyễn Ngọc Diệm. Cầu được thiết kế vẫn với dáng cầu vòng nhưng độ cong lớn hơn cầu cũ, vẫn giữ nguyên 16 hàng cọc; các dầm ngang và dọc đúc bằng bê tông. Mặt cầu và thành cầu vẫn là gỗ.
Cầu Thê Húc hướng về phía đông, hướng về phía mặt trời mọc để đón được toàn vẹn nguồn dưỡng khí. Với ý nghĩa nên xưa nay cây cầu mang màu đỏ - màu của sự sống, của mọi nguồn hạnh phúc, của ước vọng truyền đời từ thời cổ đại đến nay - cây cầu Thê Húc - biểu tượng của thần mặt trời.

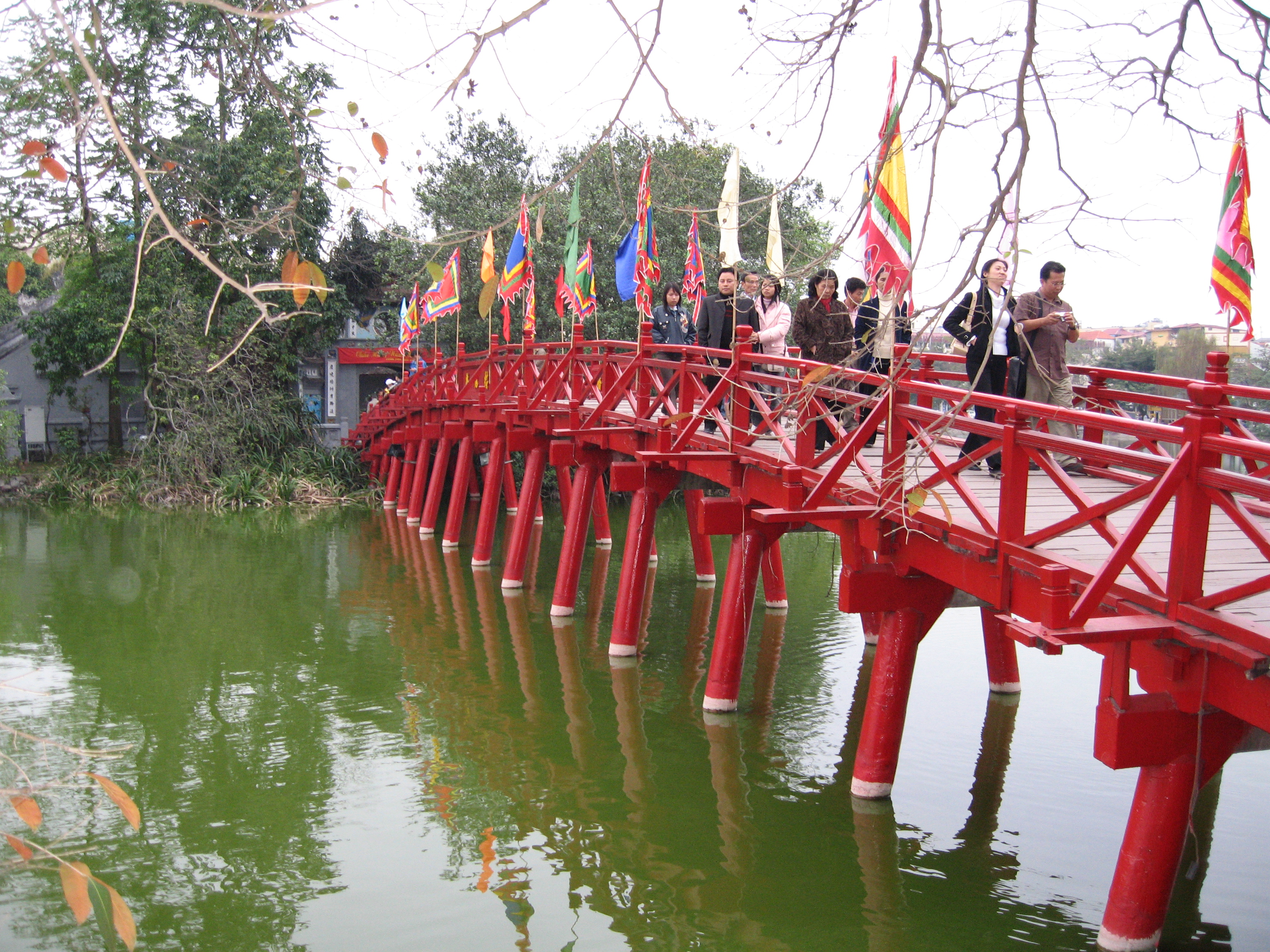
Cầu Thê Húc những ngày đầu xuân, năm 2006

Cả một quần thể di tích nằm trong không gian đầy huyền thoại của Hồ Gươm đều mang dấu ấn về tín ngưỡng thờ thần mặt trời. Từ Đài nghiên, Tháp bút cho đến cây cầu Thê Húc... từ việc chọn hướng đến cấu trúc, màu sắc, biểu tượng cho đến sự liên hoàn giữa các di tích đều ẩn chứa yếu tố linh thiêng này.
Một góc nhìn khác - góc nhìn của thẩm mỹ dân gian thì cây cầu Thê Húc chỉ có thể có một cách chọn lựa duy nhất là sơn màu đỏ, không thể khác. Với điều này, xin được lược trích ý kiến của ông cháu nhà phê bình mỹ học Vũ Ngọc Anh: "... Đúng là cái cầu này đứng giữa thanh thiên bạch nhật thì lúc nào nó chẳng có ánh nắng rọi vào. Tứ thời bát tiết, trong những khung cảnh riêng nào đấy, hình bóng nó cũng mỗi lúc một khác..."

### Di tích xung quanh
- Bưu điện Hà Nội
- Tháp Rùa
- Hồ Gươm
- Phố Tràng Tiền
- Đền Ngọc Sơn